# Climatul statului Dakota de Nord, SUA
Dakota de Nord are o climă continentală umedă (clasificare Köppen Dfb/Dfa), caracterizată prin:
- Ierni reci și lungi — temperaturi ce pot coborî mult sub zero grade Celsius, cu perioade de ger și zăpadă.
- Ierni cu zăpadă consistentă, dar nu foarte umede.
- Vara caldă, uneori fierbinte, cu temperaturi ce pot depăși 30°C.
- Sezoane bine diferențiate, cu primăveri și toamne scurte și adesea schimbătoare.
- Precipitații moderate, cele mai multe în timpul verii, sub formă de ploi și furtuni.